# Rachael Heyhoe Flint, Baroness Heyhoe Flint
Rachael Heyhoe Flint, Baroness Heyhoe Flint, OBE, DL (* 11. Juni 1939 in Wolverhampton; † 18. Januar 2017) war die wohl bekannteste Cricketspielerin in England. Sie war von 1960 bis 1982 Mitglied der englischen Frauen-Cricket-Nationalmannschaft. Von 1966 bis 1978 war sie Kapitän der Nationalmannschaft und wurde in sechs Test-Cricket-Serien nie geschlagen. Sie war Kapitän, als England 1973 den Women’s Cricket World Cup gewann.

## Cricket-Karriere
Heyhoe Flint war hauptsächlich als Batsman eingesetzt. Sie spielte in 22 Test-Cricket-Spielen, mit einem Batting Average von 45,54 Runs in 38 Innings. Sie erzielte 3 Test Centuries (mehr als 100 Runs in einem einzelnen Innings durch einen Batsman), ihr höchstes Ergebnis war 179, ein Weltrekord im Spiel gegen Australien 1976; sie battete dabei 8½ Stunden lang. Sie war Kapitän des englischen Frauenteams, das 1976 im Lord’s Cricket Ground gegen Australien in der Women’s Ashes Series spielte. Nachdem sie 1978 als Mannschaftskapitän ausgeschieden war, spielte sie ihr letztes Test Match 1979 gegen die West Indies-Mannschaft und spielte dann noch einmal 1982 im Women’s Cricket World Cup.

## Nach-Cricket-Karriere
Nach ihrem Rückzug aus dem aktiven Sport war sie Cricketjournalistin und Rundfunkmoderatorin. 1972 wurde sie als Member in den Order of the British Empire (MBE) aufgenommen. Sie gehörte zu den zehn ersten Frauen, denen vom Marylebone Cricket Club 1999 die Ehrenmitgliedschaft verliehen wurde. Im Jahr 2004 war sie die erste Frau, die in den Vorstand des MCC berufen wurde. Neben Cricket spielte sie 1964 als Torhüter in Englands Hockey-Nationalmannschaft. Sie gehörte seit 1979 dem Vorstand der Wolverhampton Wanderers an. Sie war ab 2001 Präsidentin der Lady Taverners. 2008 wurde ihr die nächsthöhere Stufe des Order of the British Empire (Officer) verliehen.
Gemeinsam mit Netta Rheinberg verfasste Heyhoe Flint das Buch Fair Play – the Story of Women’s Cricket.
Im Juli 2002 wurde ihr die Ehrendoktorwürde der Universität Bradford verliehen.
Im Oktober 2010 wurde sie als erste Frau überhaupt in die ICC Cricket Hall of Fame aufgenommen.
Am 19. November 2010 wurde bekanntgegeben, dass Heyhoe Flint geadelt werde. Sie saß als Mitglied der Conservative Party im House of Lords.

## Persönliches
Sie war mit Derrick Flint (* 14. Juni 1924) verheiratet, der in den Jahren 1948 bis 1949 First-Class Cricket spielte. Ihr Sohn Ben G. Heyhoe Flint spielt ebenfalls Cricket für die Sir JP Getty’s XI.